# Jolanta Fedak
Pour les articles homonymes, voir Fedak.
Jolanta Beata Fedak, née Pietruńko le 21 septembre 1960 à Żary et décédée le 31 décembre 2020, est une femme politique polonaise, membre du Parti populaire polonais (PSL), et ancienne ministre du Travail et de la Politique sociale.

## Formation et activité professionnelle
Après avoir suivi ses études supérieures à l'institut de sciences politiques de l'Université de Wrocław, elle est embauchée au début des années 1990 par le Parti populaire polonais (PSL) comme permanente à Zielona Góra. Elle a par la suite occupé le poste de secrétaire de la municipalité de Krosno Odrzańskie.

## Vie politique

### Premières fonctions
En 1999, elle est nommée vice-présidente de la nouvelle voïvodie de Lubusz, puis elle se présente sans succès aux élections législatives polonaises de 2001. Peu de temps après, le gouvernement du social-démocrate Leszek Miller, soutenu par le PSL, la choisit pour occuper le poste de préfète adjointe de sa voïvodie. Elle y renonce le 3 mars 2003.

### Une série d'échecs électoraux
Elle échoue en 2005 à se faire élire au Sénat, et tente sans succès de remporter la mairie de Zielona Góra, en n'obtenant que 704 voix, l'année suivante. Elle est cependant élue membre du conseil exécutif de la voïvodie de Lubusz, formé d'une coalition de droite à laquelle le PSL participe.
Aux élections sénatoriales anticipées de 2007, elle échoue à nouveau, bien qu'elle ait reçu plus de 45 000 voix.

### Ministre du Travail
Le 16 novembre suivant, Jolanta Fedak, vice-présidente du PSL, est nommée ministre du Travail et de la Politique sociale dans le gouvernement de centre droit du nouveau président du Conseil des ministres libéral, Donald Tusk. Elle est remplacée, le 17 novembre 2011, par Władysław Kosiniak-Kamysz.